# Пратвил (Калифорнија)
Пратвил (енгл. Prattville) насељено је место без административног статуса у америчкој савезној држави Калифорнија.

## Демографија
По попису из 2010. године број становника је 33, што је 5 (17,9%) становника више него 2000. године.
| Група             | 2000.       | 2010.       |
| Белци             | 28 (100,0%) | 33 (100,0%) |
| Афроамериканци    | 0 (0,0%)    | 0 (0,0%)    |
| Азијати           | 0 (0,0%)    | 0 (0,0%)    |
| Хиспаноамериканци | 0 (0,0%)    | 0 (0,0%)    |
| Укупно            | 28          | 33          |